# Most nad laguną Garzón
Most nad laguną Garzón (hiszp. Puente de Laguna Garzón) – wybudowany w latach 2014–2015 okrężny most u ujścia Laguny Garzón do Oceanu Atlantyckiego, uznawany za atrakcję turystyczną Urugwaju.
Jego unikatowy kształt ma na celu spowolnienie samochodów w celu zapewnienia bezpieczeństwa pieszych. Chodniki są umieszczone po obu stronach obu nitek mostu i oddzielone barierami od jezdni, a w pobliżu wjazdów na część okrężną znajdują się przejścia dla pieszych.
Most został zaprojektowany z myślą o jak najmniejszej ingerencji w ekosystem. Jest dostatecznie wysoki, a jednocześnie obie jego nitki są dostatecznie wąskie, co wraz z kolistym kształtem mostu zapewnia maksymalne przenikanie światła przez wodę i nasłonecznienie dna o różnych porach dnia.